# کریستو کولو
کریستو کولو (استونیایی: Kristo Kollo؛ زادهٔ ۱۷ ژانویهٔ ۱۹۹۰) بازیکن والیبال و بازیکن والیبال ساحلی اهل استونی است.